# Тарборо (Північна Кароліна)
Тарборо (англ. Tarboro) — місто (англ. town) в США, в окрузі Еджком штату Північна Кароліна. Населення — 10 721 особа (2020).

## Географія
Тарборо розташоване за координатами 35°54′19″ пн. ш. 77°33′26″ зх. д. / 35.90528° пн. ш. 77.55722° зх. д. (35.905219, -77.557211).  За даними Бюро перепису населення США в 2010 році місто мало площу 28,93 км², з яких 28,83 км² — суходіл та 0,10 км² — водойми.

## Демографія
Згідно з переписом 2010 року, у місті мешкало 11 415 осіб у 4565 домогосподарствах у складі 2958 родин. Густота населення становила 395 осіб/км².  Було 4993 помешкання (173/км²).
Расовий склад населення:
| - 48,4 % — чорних або афроамериканців - 47,2 % — білих - 0,5 % — азіатів - 0,1 % — вихідців з тихоокеанських островів - 0,1 % — корінних американців - 2,9 % — осіб інших рас |

До двох чи більше рас належало 0,8 %. Частка іспаномовних становила 4,9 % від усіх жителів.
За віковим діапазоном населення розподілялося таким чином: 22,8 % — особи молодші 18 років, 58,1 % — особи у віці 18—64 років, 19,1 % — особи у віці 65 років та старші. Медіана віку мешканця становила 42,3 року. На 100 осіб жіночої статі у місті припадало 84,1 чоловіків;  на 100 жінок у віці від 18 років та старших — 79,3 чоловіків також старших 18 років.
Середній дохід на одне домашнє господарство  становив 48 945 доларів США (медіана — 33 349), а середній дохід на одну сім'ю — 62 182 долари (медіана — 47 101). Медіана доходів становила 31 916 доларів для чоловіків та 35 343 долари для жінок. За межею бідності перебувало 17,0 % осіб, у тому числі 29,0 % дітей у віці до 18 років та 10,9 % осіб у віці 65 років та старших.
Цивільне працевлаштоване населення становило 4414 осіб. Основні галузі зайнятості: освіта, охорона здоров'я та соціальна допомога — 30,1 %, виробництво — 17,7 %, роздрібна торгівля — 9,6 %, мистецтво, розваги та відпочинок — 8,7 %.